# نيللي أوبراين
نيللي أوبراين (بالإنجليزية: Nelly O'Brien)‏ هي فنانة أيرلندية، ولدت في 4 يونيو 1864 في مقاطعة ليمريك في جمهورية أيرلندا، وتوفيت في 1 أبريل 1925 في لندن في المملكة المتحدة.